# 関口博喜
関口 博喜（せきぐち ひろき、1970年（昭和45年） - ）は、松下政経塾塾員。東京都出身。早稲田大学卒業。
1996年早稲田大学卒業後、松下幸之助が創設した財団法人松下政経塾に第17期生として入塾。
1997年12月、韓国政治史上、投票行動によって初めて政権交代が行われた大統領選挙で、金大中前大統領の政党（新政治国民会議）で研修、朝日新聞に報じられる。
1999年より米国ジョージ・ワシントン大学院客員研究員として北東アジアの安全保障政策について研究を行う。
2000年松下政経塾卒塾後、ICT関連の民間企業勤務（電子政府、電子自治体の構築業務に従事）を経る。外交安全保障政策のほか、ICTを活用した政治システムや行政システムの立案を専門とする。